# 奧蒂什國家公園

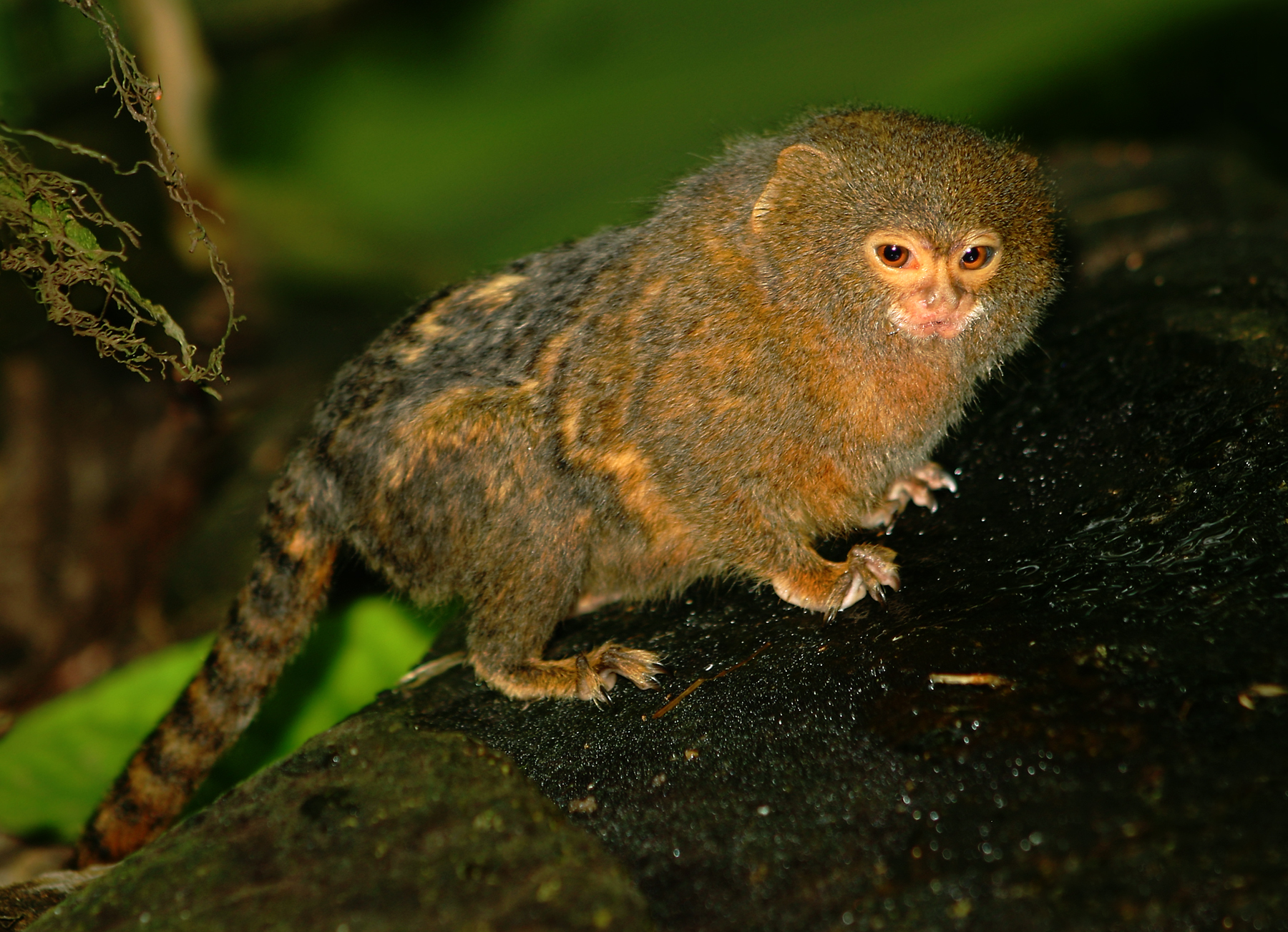

奧蒂什國家公園是秘魯的國家公園，位於該國中南部，由胡寧大區負責管轄，面積3,060平方公里，始建於2003年1月14日，是412種鳥類的棲息地。

## 外部連結
- Otishi National Park （西班牙文）